# Calamus hukaungensis
Calamus hukaungensis är en enhjärtbladig växtart som beskrevs av Andrew James Henderson. Calamus hukaungensis ingår i släktet Calamus och familjen Arecaceae. Inga underarter finns listade i Catalogue of Life.